# Draževići (Vareš, BiH)
Draževići su naseljeno mjesto u općini Vareš, Federacija Bosne i Hercegovine, BiH.

## Stanovništvo

### 1991.
Nacionalni sastav stanovništva 1991. godine, bio je sljedeći:
ukupno: 26
- Muslimani - 14
- Srbi - 11
- Hrvati - 1

### 2013.
Prema popisu iz 2013. godine bilo je bez stanovnika.